# Irkutsk
Irkutsk (tiếng Nga: Ирку́тск) là một thành phố nằm Đông Nam nước Nga, trung tâm hành chính của tỉnh Irkutsk với dân số khoảng 606.000 (năm 2024). Đây là thành phố lớn thứ năm ở vùng liên bang Siberia và thứ 25 trên toàn quốc, nằm trong khu vực đô thị sinh sống của 959.000 người (2007). Irkutsk nằm ở Đông Siberia, trên bờ sông Angara tại hợp lưu của sông Irkut (từ đây xuất hiện tên của thành phố), cách 66 km về phía Tây của hồ Baikal, có khí hậu lục địa với sự khác biệt nhiệt độ đáng kể. Thành phố chịu ảnh hưởng từ các hoạt động địa chấn của khu vực Baikal với những trận động đất nhỏ thường xuyên.
Thành phố cổ của Siberia này được thành lập như là một pháo đài năm 1661. Từ năm 1803, thành phố là trung tâm của Siberia, từ 1822 đến 1884 là trung tâm của khu vực Đông Siberia. Trong vụ hỏa hoạn năm 1879, Irkutsk bị thiêu trụi và tàn phá nặng nề. Thành phố mang nét đặc sắc của lịch sử Nga; những khu lịch sử của thành phố được UNESCO công nhận là di sản thế giới. Trước Cách mạng tháng Mười, đây là một thành phố buôn bán sầm uất, trao đổi hàng hóa đã phát triển mạnh giữa Nga và Trung Quốc. Đường cao tốc xuyên Siberia (Đường cao tốc Liên bang M53 và M55) và Đường sắt xuyên Sibir kết nối Irkutsk đến các khu vực khác ở Nga và Mông Cổ.
Nhiều người Nga nổi tiếng đã bị lưu đày đến Irkutsk vì tham gia cuộc khởi nghĩa tháng Chạp năm 1825, và thành phố trở thành một nơi lưu đày chủ yếu trong phần còn lại của thế kỷ. Một số ngôi nhà bằng gỗ tốt vẫn còn tồn tại, tương phản với sự chiếm số đông của kiến trúc Liên Xô. Khi hệ thống đường sắt vươn đến Irkutsk, nơi đây đã có được biệt danh là "Paris của Siberia". Thành phố đã chứng kiến cuộc giao chiến ác liệt trong Nội chiến Nga 1918-20, và sau đó trở thành một trung tâm sản xuất máy bay lớn. Vào thời Xô Viết, kiến trúc của thành phố bị chi phối bởi phong cách hình vuông bắt buộc.
Thành phố là một trung tâm khoa học và giáo dục lớn với hơn một trăm ngàn sinh viên. Các ngành lĩnh vực công nghiệp chủ yếu là hàng không, thủy điện và sản xuất lương thực. Thành phố là một đầu mối giao thông vận tải quan trọng, trung tâm trên tuyến đường sắt xuyên Siberia và đường cao tốc liên bang "Baikal".

## Từ nguyên
Irkutsk được đặt theo tên của sông Irkut, tên của nó bắt nguồn từ tiếng Buryat và được sử dụng như một từ đồng nghĩa giữa các bộ lạc địa phương như Yrkhu, Irkit, Irgit và Irgyt. Thành phố trước đây được gọi là "Yandashsky" theo tên của lãnh đạo người Tuva địa phương Yandasha Gorogi.
Cách đánh vần cũ của tên của thành phố là «Иркуцкъ». Trước cuộc cách mạng, thành phố được gọi là "Paris phương Đông", "Petersburg của Siberia", "Athens của Siberia". 

## Lịch sử

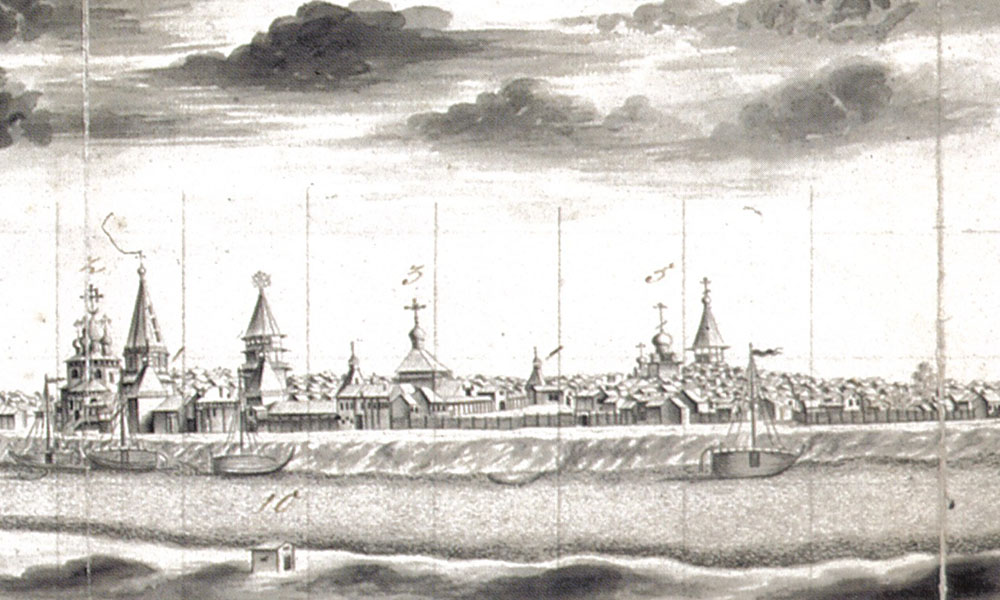
Lâu đài Irkutsk năm 1735

Năm 1652, Ivan Pokhabov đã xây dựng một zimovye (khu phố mùa đông) gần địa điểm của Irkutsk để giao dịch vàng và để thu thuế lông thú từ người Buryat. Thành phố Irkutsk được thành lập năm 1661 và được nâng cấp địa vị thành thị xã từ năm 1686, nằm trên độ cao khoảng 440 m so với mực nước biển.  Kết nối đường bộ đầu tiên giữa Moskva và Irkutsk, Tuyến Siberia, được xây dựng vào năm 1760 và mang lại lợi ích cho nền kinh tế thị trấn. Nhiều sản phẩm mới, thường được nhập khẩu từ Trung Quốc qua Kyakhta, lần đầu tiên được bán rộng rãi ở Irkutsk, bao gồm vàng, kim cương, lông thú, gỗ, lụa và trà. Năm 1821, là một phần của cải cách Mikhail Speransky, Siberia bị chia rẽ về mặt hành chính tại sông Yenisei và Irkutsk trở thành trụ sở của Toàn quyền Đông Siberia.
Trong nhiều thế kỷ qua, với thời tiết khắc nghiệt, Siberi đã nổi danh là nơi lưu đày các tù nhân. Trong quân pháp của Thành Cát Tư Hãn, hình phạt dành cho người phạm tội là tử hình hoặc lưu đày đến Siberi. 
Vào đầu thế kỷ 19, nhiều nghệ sĩ, quan chức và quý tộc đã bị biệt đày đến Siberi do đã tham gia vào cuộc cách mạng tháng Mười hai chống lại Nga hoàng Nikolai I. Irkutsk trở thành trung tâm chính của cuộc sống xã hội và trí thức của những người bị biệt đày, và phần lớn các di sản văn hóa của thành phố do những người này mang lại; nhiều ngôi nhà gỗ của họ, được trang trí công phu, chạm khắc bằng tay, tồn tại đến ngày nay, trái ngược hoàn toàn với các khối căn hộ tiêu chuẩn của Liên Xô bao quanh chúng.
Giữa thế kỷ 19, tỷ lệ giữa người bị lưu đày và dân bản xứ là 1/2. Những người khác nhau từ các thành viên của cuộc nổi dậy tháng 12 cho tới những người Bolshevik đã ở lại Irkutsk trong một thời gian dài. Những người này đã có ảnh hưởng mạnh mẽ đến sự phát triển và văn hóa của thành phố, khiến cho thành phố cuối cùng đã trở thành một trung tâm văn hóa giáo dục thịnh vượng của Đông Siberi.

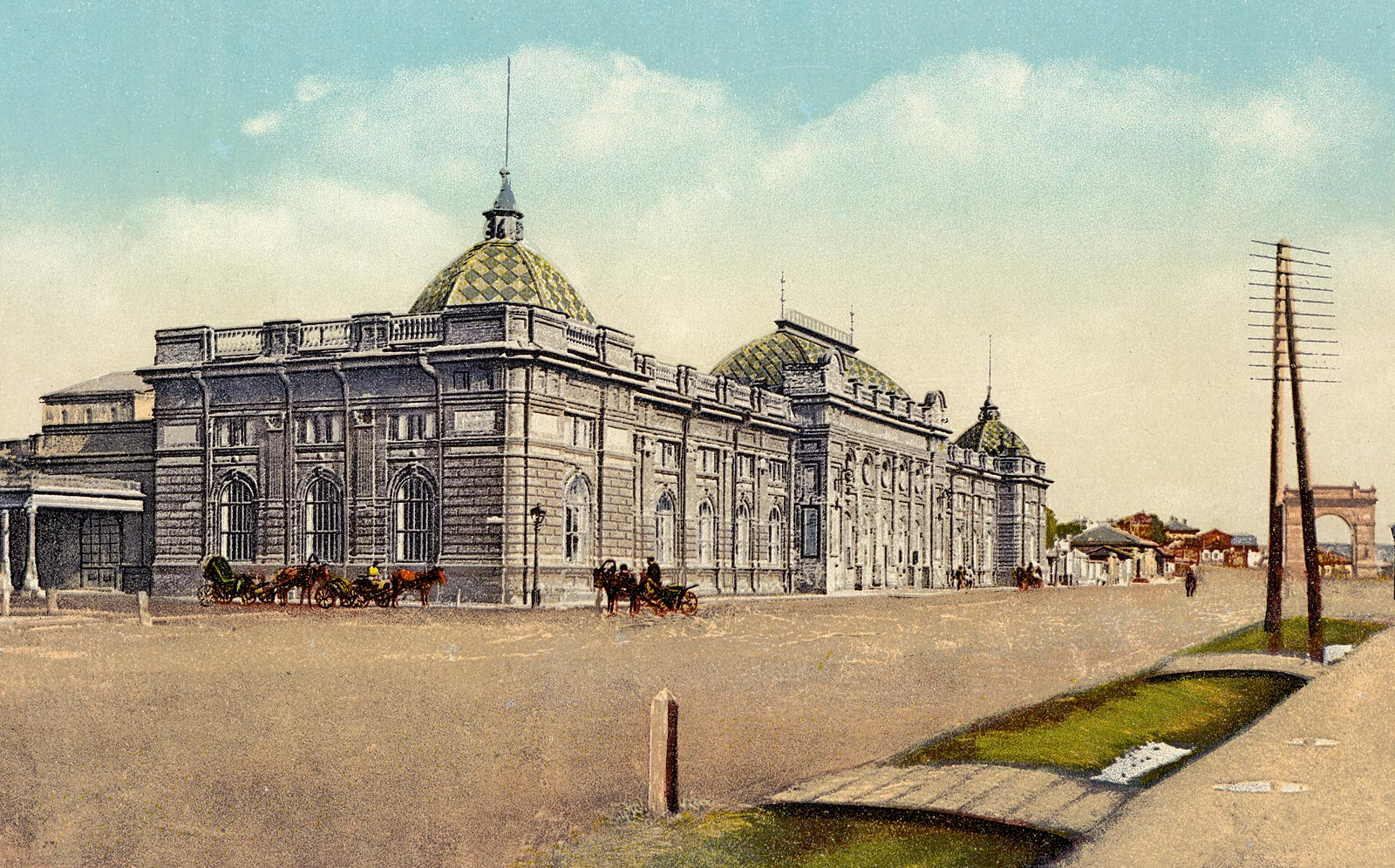
Hội đồng quý tộc Irkutsk vào đầu những năm 1900

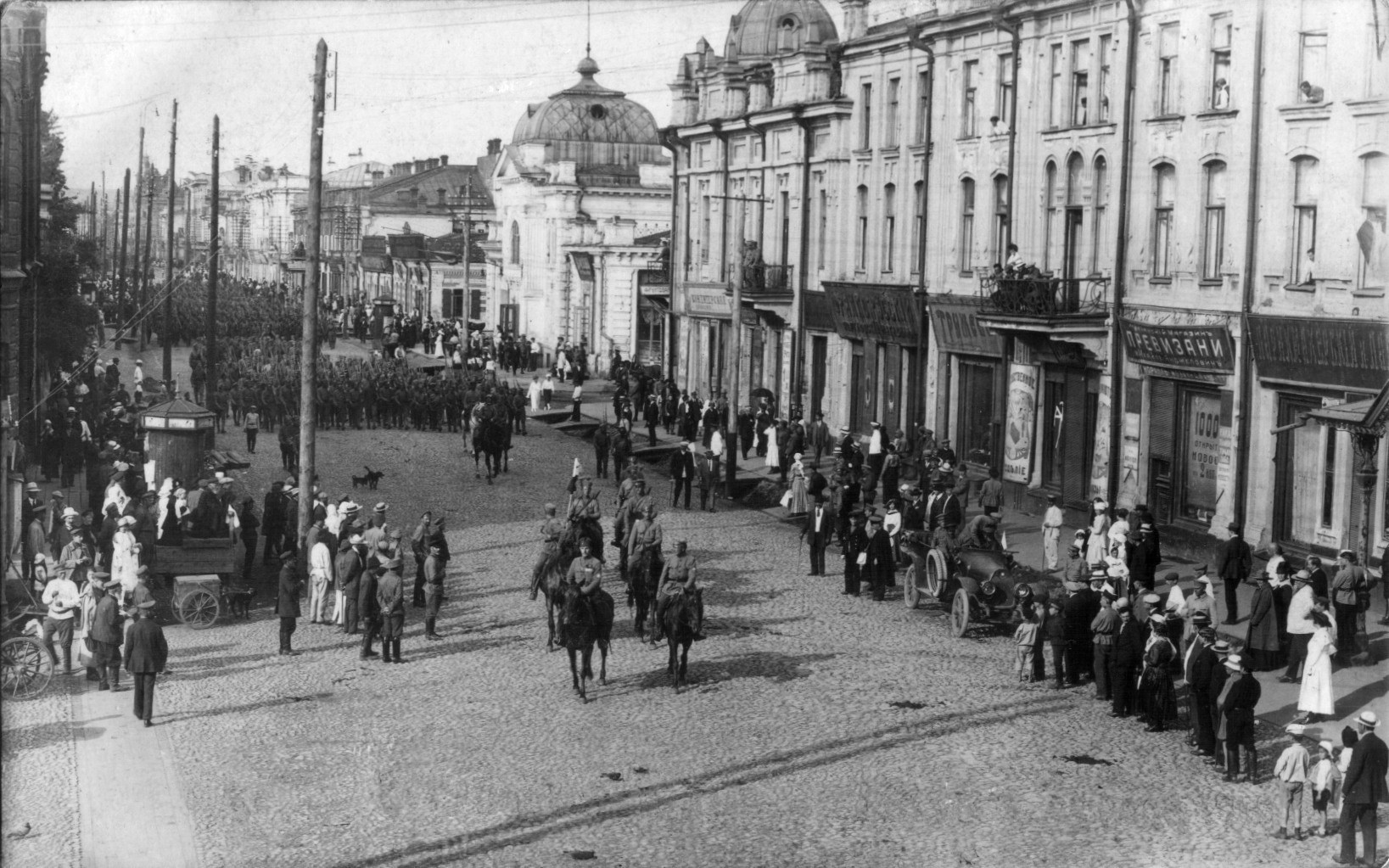
Irkutsk năm 1918

Vào năm 1879, vào ngày 4 và 6 tháng 7, cung điện của Toàn quyền (lúc đó), cơ quan hành chính và thành phố chính và nhiều tòa nhà công cộng khác đã bị hỏa hoạn phá hủy, và kho lưu trữ của chính phủ, thư viện và bảo tàng Siberia phần của Hiệp hội Địa lý Nga đã bị hủy hoại hoàn toàn. Ba phần tư thành phố đã bị phá hủy, bao gồm khoảng 4.000 ngôi nhà. Tuy nhiên, thành phố đã nhanh chóng hồi phục, với điện đến vào năm 1896, nhà hát đầu tiên được xây dựng vào năm 1897 và một nhà ga xe lửa lớn được mở vào năm 1898. Chuyến tàu đầu tiên đến Irkutsk vào ngày 16 tháng 8 năm đó. Đến năm 1900, thành phố đã có được biệt danh là "Paris của Siberia".

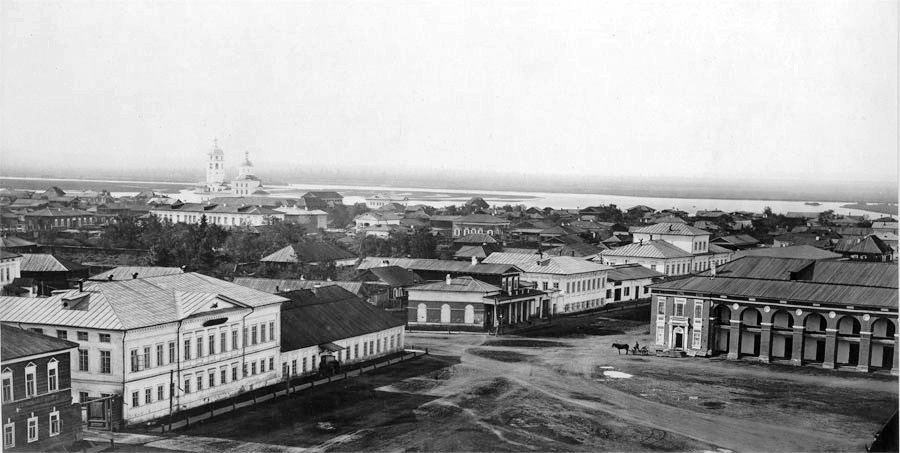
Nhà thờ Epiphany và trung tâm Irkutsk năm 1865

Trong thời kỳ nội chiến nổ ra sau cuộc Cách mạng Bolshevik, Irkutsk trở thành địa điểm của nhiều cuộc xung đột đẫm máu và mãnh liệt giữa "Bạch vệ" và "Hồng quân". Năm 1920, Aleksandr Kolchak, chỉ huy của đội quân chống chủ nghĩa Bolshevik lớn nhất, đã bị xử tử ở Irkutsk, nơi đã tiêu diệt hiệu quả cuộc kháng chiến chống chủ nghĩa Bolshevik.
Irkutsk là trung tâm hành chính của tỉnh Đông Siberia tồn tại trong thời gian ngắn, tồn tại từ năm 1936 đến 1937. Thành phố này sau đó trở thành trung tâm hành chính của tỉnh Irkutsk sau khi tỉnh Đông Siberia được chia thành tỉnh Chita và tỉnh Irkutsk.
Trong những năm cộng sản nắm quyền, công nghiệp hóa của Irkutsk và Siberia nói chung được khuyến khích phát triển rất nhiều. Hồ chứa lớn Irkutsk được xây dựng trên sông Angara từ năm 1950 đến 1959 để tạo điều kiện phát triển công nghiệp.
Nhà thờ Epiphany, cung điện của thống đốc, một trường y, bảo tàng, bệnh viện quân đội và các nhà máy vương miện nằm trong số các tổ chức và tòa nhà công cộng. Tượng đài Aleksandr Kolchak, được thiết kế bởi Vyacheslav Klykov, đã được khánh thành vào năm 2004. Vào ngày 27 tháng 7 năm 2004, Giáo đường Irkutsk (1881) đã bị cắt đứt bởi một cuộc xung đột.
Vào tháng 12 năm 2016, 74 người ở Irkutsk đã chết trong một vụ ngộ độc methanol hàng loạt.
Năm 2018, theo báo cáo của truyền thông Anh BBC, nam giới ở Irkutsk chỉ sống trung bình tới 63 tuổi. Sự suy yếu của kinh tế Nga trong bối cảnh giá nhiên liệu tăng cao khiến cuộc sống của người dân trở nên khó khăn, và sức khỏe của họ đã bị ảnh hưởng rõ rệt. 

## Địa lý

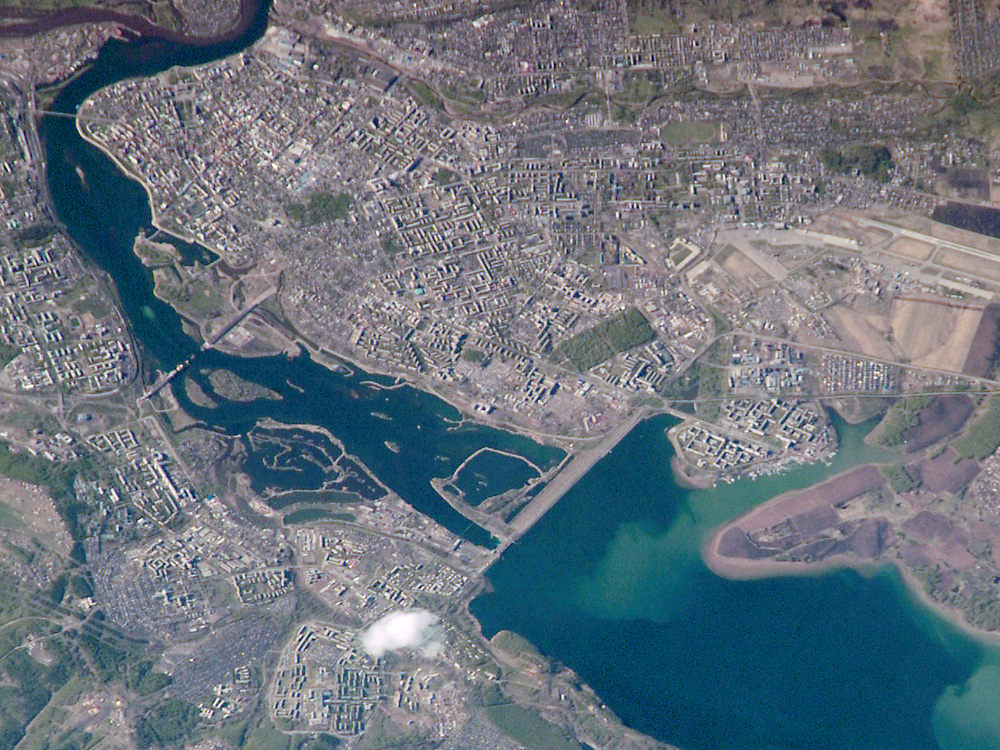
Cảnh quan Irkutsk nhìn từ vệ tinh

Irkutsk nằm khoảng 850 km (530 mi) về phía đông nam của Krasnoyarsk, và khoảng 520 km (320 mi) về phía bắc của Ulaanbaatar, thủ đô của Mông Cổ. Thành phố nằm bên sông Angara, nhánh của sông Enisei, 72 km (45 dặm Anh) phía nam nó là hồ Baikal, và bên bờ đối diện với ngoại ô của Glaskovsk. Con sông này có bề ngang 580 m (1.900 ft), được bắc ngang qua bởi đập thủy điện Irkutsk và ba cây cầu khác ở hạ lưu.
Sông Irkut, tên mà thành phố được đặt theo, là một con sông nhỏ hòa vào Angara đối diện trực tiếp thành phố. Phần chính của thành phố được tách ra từ một số địa danh, Tu viện, pháo đài và cảng, cũng như vùng ngoại ô của nó bởi một nhánh sông khác, sông Ida (hay Ushakovka). Hai phần chính của Irkutsk thường được gọi là "bờ trái" và "bờ phải", liên quan đến dòng chảy của sông Angara.
Irkutsk nằm trong một vùng đồi dốc của rừng taiga rậm, đặc trưng của Đông Siberi, trái với vùng Tây Siberi có địa hình bằng phẳng hơn.
Dân số đã bị giảm theo thời gian: 587.891 (Tổng điều tra dân số năm 2010); 593.604 (Tổng điều tra dân số năm 2002); 622.301 (Điều tra dân số năm 1989). Theo kế hoạch khu vực, thành phố Irkutsk sẽ được kết hợp với các thị trấn công nghiệp lân cận Shelekhov và Angarsk để tạo thành một khu vực đô thị với tổng dân số hơn một triệu người.

### Khí hậu
Khí hậu Irkutsk ban đầu được xác định là khí hậu cận Bắc Cực (phân loại khí hậu Köppen: Dwc). Từ năm 2000, nhiệt độ ở đây có nhiều đặc điểm giống với khí hậu lục địa ẩm ướt (phân loại khí hậu Köppen: Dwb). Lớp phủ tuyết biến mất trước đó, từ cuối tháng 4 năm 1930 đến cuối tháng 3 năm 1980. Độ sâu băng vĩnh cửu không liên tục đã giảm từ 200 m xuống 100 m trong cùng thời gian.
Irkutsk được đặc trưng bởi sự thay đổi nhiệt độ cực đoan giữa các mùa. Thành phố có thể rất ấm áp vào mùa hè, và rất lạnh vào mùa đông. Tuy nhiên, hồ Baikal lân cận có tác dụng điều hòa nhiệt độ cho Irkutsk nên thời tiết thành phố không quá khắc nghiệt như những nơi khác ở Siberia. Tháng ấm nhất trong năm là tháng 7, khi nhiệt độ trung bình là +18 °C (64 °F), nhiệt độ cao nhất được ghi nhận là +37,2 °C (99,0 °F). Tháng lạnh nhất trong năm là tháng 1, khi nhiệt độ trung bình là −18 °C (0 °F) và thấp kỷ lục là −49,7 °C (−57,5 °F). Lượng mưa cũng thay đổi với lượng mưa lớn nhất vào tháng 7 với lượng mưa trung bình 113 mm (4,4 inch). Tháng khô nhất là tháng 2, với lượng mưa trung bình chỉ 9  mm (0,35 inch). Hầu như tất cả lượng mưa trong mùa đông ở Irkutsk đều rơi dưới dạng tuyết khô, xốp.
| Dữ liệu khí hậu của Irkutsk (normals 1981–2010) | Dữ liệu khí hậu của Irkutsk (normals 1981–2010) | Dữ liệu khí hậu của Irkutsk (normals 1981–2010) | Dữ liệu khí hậu của Irkutsk (normals 1981–2010) | Dữ liệu khí hậu của Irkutsk (normals 1981–2010) | Dữ liệu khí hậu của Irkutsk (normals 1981–2010) | Dữ liệu khí hậu của Irkutsk (normals 1981–2010) | Dữ liệu khí hậu của Irkutsk (normals 1981–2010) | Dữ liệu khí hậu của Irkutsk (normals 1981–2010) | Dữ liệu khí hậu của Irkutsk (normals 1981–2010) | Dữ liệu khí hậu của Irkutsk (normals 1981–2010) | Dữ liệu khí hậu của Irkutsk (normals 1981–2010) | Dữ liệu khí hậu của Irkutsk (normals 1981–2010) | Dữ liệu khí hậu của Irkutsk (normals 1981–2010) |
| Tháng                                           | 1                                               | 2                                               | 3                                               | 4                                               | 5                                               | 6                                               | 7                                               | 8                                               | 9                                               | 10                                              | 11                                              | 12                                              | Năm                                             |
| ----------------------------------------------- | ----------------------------------------------- | ----------------------------------------------- | ----------------------------------------------- | ----------------------------------------------- | ----------------------------------------------- | ----------------------------------------------- | ----------------------------------------------- | ----------------------------------------------- | ----------------------------------------------- | ----------------------------------------------- | ----------------------------------------------- | ----------------------------------------------- | ----------------------------------------------- |
| Cao kỉ lục °C (°F)                              | 2.3 (36.1)                                      | 10.2 (50.4)                                     | 20.0 (68.0)                                     | 29.2 (84.6)                                     | 34.5 (94.1)                                     | 35.6 (96.1)                                     | 37.2 (99.0)                                     | 34.7 (94.5)                                     | 29.7 (85.5)                                     | 25.6 (78.1)                                     | 14.4 (57.9)                                     | 5.3 (41.5)                                      | 37.2 (99.0)                                     |
| Trung bình ngày tối đa °C (°F)                  | −12.8 (9.0)                                     | −7.8 (18.0)                                     | 0.3 (32.5)                                      | 9.4 (48.9)                                      | 18.1 (64.6)                                     | 22.7 (72.9)                                     | 24.8 (76.6)                                     | 22.2 (72.0)                                     | 15.7 (60.3)                                     | 7.7 (45.9)                                      | −2.7 (27.1)                                     | −10.6 (12.9)                                    | 7.3 (45.1)                                      |
| Trung bình ngày °C (°F)                         | −17.8 (0.0)                                     | −14.4 (6.1)                                     | −6.4 (20.5)                                     | 2.5 (36.5)                                      | 10.2 (50.4)                                     | 15.4 (59.7)                                     | 18.3 (64.9)                                     | 15.8 (60.4)                                     | 9.1 (48.4)                                      | 1.8 (35.2)                                      | −7.6 (18.3)                                     | −15.3 (4.5)                                     | 1.0 (33.8)                                      |
| Tối thiểu trung bình ngày °C (°F)               | −21.8 (−7.2)                                    | −19.6 (−3.3)                                    | −12.2 (10.0)                                    | −2.8 (27.0)                                     | 3.6 (38.5)                                      | 9.3 (48.7)                                      | 13.0 (55.4)                                     | 10.9 (51.6)                                     | 4.3 (39.7)                                      | −2.5 (27.5)                                     | −11.6 (11.1)                                    | −19.2 (−2.6)                                    | −4.1 (24.6)                                     |
| Thấp kỉ lục °C (°F)                             | −49.7 (−57.5)                                   | −44.7 (−48.5)                                   | −37.3 (−35.1)                                   | −31.8 (−25.2)                                   | −14.3 (6.3)                                     | −6 (21)                                         | 0.4 (32.7)                                      | −2.7 (27.1)                                     | −11.9 (10.6)                                    | −30.5 (−22.9)                                   | −40.4 (−40.7)                                   | −46.3 (−51.3)                                   | −49.7 (−57.5)                                   |
| Lượng Giáng thủy trung bình mm (inches)         | 13 (0.5)                                        | 8 (0.3)                                         | 12 (0.5)                                        | 18 (0.7)                                        | 37 (1.5)                                        | 78 (3.1)                                        | 114 (4.5)                                       | 91 (3.6)                                        | 52 (2.0)                                        | 21 (0.8)                                        | 20 (0.8)                                        | 16 (0.6)                                        | 480 (18.9)                                      |
| Số ngày mưa trung bình                          | 0                                               | 0.04                                            | 1                                               | 9                                               | 15                                              | 18                                              | 18                                              | 17                                              | 16                                              | 9                                               | 2                                               | 0                                               | 105                                             |
| Số ngày tuyết rơi trung bình                    | 21                                              | 16                                              | 13                                              | 11                                              | 3                                               | 0.2                                             | 0                                               | 0                                               | 2                                               | 10                                              | 20                                              | 23                                              | 119                                             |
| Độ ẩm tương đối trung bình (%)                  | 82                                              | 76                                              | 65                                              | 56                                              | 55                                              | 67                                              | 74                                              | 78                                              | 76                                              | 73                                              | 79                                              | 85                                              | 72                                              |
| Số giờ nắng trung bình tháng                    | 93                                              | 149                                             | 207                                             | 223                                             | 266                                             | 264                                             | 243                                             | 218                                             | 182                                             | 152                                             | 93                                              | 62                                              | 2.142                                           |
| Nguồn 1: Pogoda.ru.net                          |                                                 |                                                 |                                                 |                                                 |                                                 |                                                 |                                                 |                                                 |                                                 |                                                 |                                                 |                                                 |                                                 |
| Nguồn 2: NOAA (sun, 1961–1990)                  |                                                 |                                                 |                                                 |                                                 |                                                 |                                                 |                                                 |                                                 |                                                 |                                                 |                                                 |                                                 |                                                 |

## Văn hóa

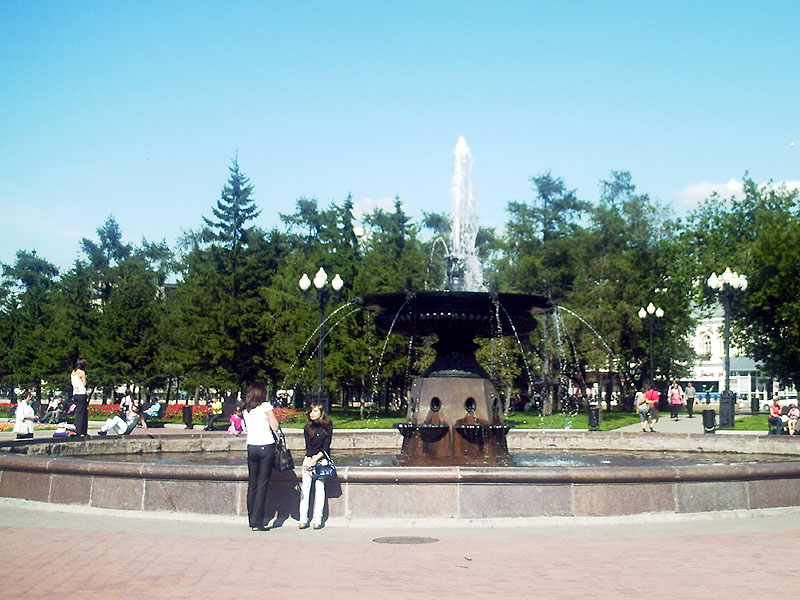
Một đài phun nước ở quảng trường Kirov

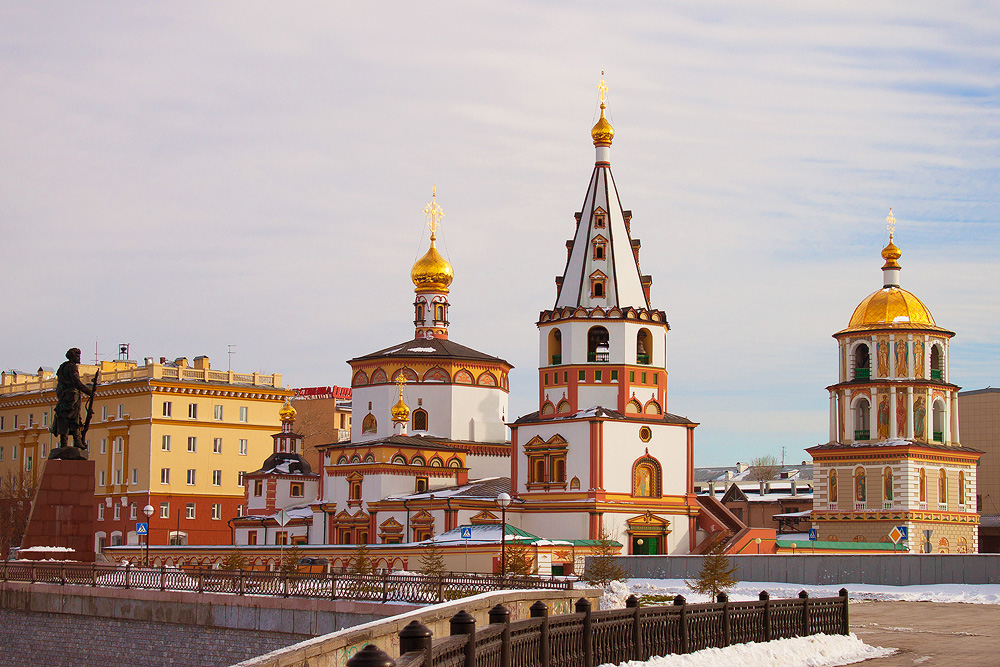
Nhà thờ Epiphany (được xây dựng vào năm 1718-1746)

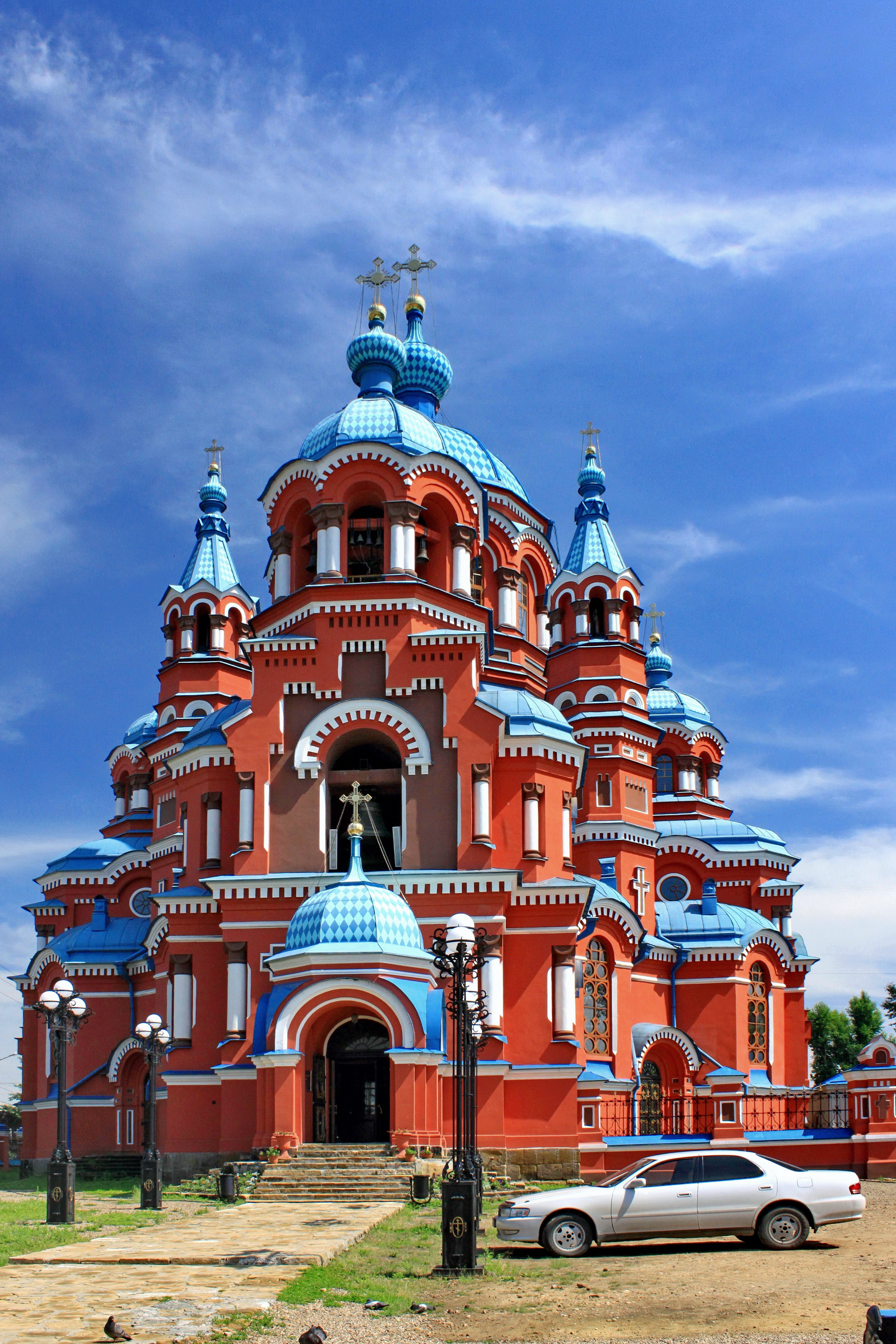
Nhà thờ Kazan

### Giáo dục
Irkutsk có 112 cơ sở giáo dục mầm non, 77 cơ sở giáo dục trung học với hơn 59.000 học sinh. Những ngành được giáo dục đào tạo chủ yếu là y tế, nghệ thuật, kịch nghệ, nông nghiệp, khí tượng thủy văn, địa chất khảo sát kỹ thuật trường học, kỹ thuật kiến trúc và xây dựng, điện ảnh và truyền hình, kinh tế và luật, năng lượng, cao đẳng kỹ thuật, văn hóa, giáo dục thể chất, giáo viên giáo dục, kinh tế và du lịch.
Có 23 trường đại học,
bao gồm cả các chi nhánh với đội ngũ giảng viên hơn 100 tiến sĩ khoa học và
trên 2000 tiến sĩ, đào tạo khoảng 260 chuyên ngành cho sinh viên. Tổng số sinh
viên trong năm 2011 là 120.000 người. Các cơ sở giáo dục đại học, viện lớn gồm: 
- Viện giáo dục quốc gia Đông Siberia, (Восточно-Сибирская государственная академия образования).
- Viện nông nghiệp quốc gia Irkutsk, (Иркутская государственная сельскохозяйственная академия).
- Viện luật, kinh tế và quản lý Siberia, (Сибирская академия права, экономики и управления).
- Đại học Bộ nội vụ Liên bang Nga khu vực Đông Siberia, (Восточно-Сибирский институт МВД РФ).
- Đại học nhân văn Baikal, (Байкальский гуманитарный институт).
- Đại học kinh tế và luật Đông Siberia, (Восточно-Сибирский институт экономики и права).
- Đại học du lịch quốc tế Irkutsk, (Иркутский институт международного туризма).
- Cơ sở Đại học hàng không quốc gia Matxcova, (Открыты филиалы Московского государственного технического университета гражданской авиации).
- Viện công tố viên Liên bang Nga, (Академии Генеральной прокуратуры РФ).
- Đại học kinh tế - thương mại quốc gia Nga, (Российского государственного торгово-экономического университета).
- Đại học liên kết phân phối tiêu dùng Siberia, (Сибирского университета потребительской кооперации).
- Viện nhân văn hiện đại, (Современной гуманитарной академии).
- Viện lao động và xã hội, (Академии труда и социальных отношений).
- Viện tư pháp Nga, (Российской академии правосудия).
- Viện hành chính Siberia, (Сибирской академии государственной службы).
- Viện luật của Bộ Tư pháp Nga, (Российской правовой академии Министерства юстиции РФ).
- Đại học kinh tế và tài chính vùng, (Регионального финансово-экономического института).
- Đại học thế thao, văn hóa thanh niên và du lịch Nga, (Российского государственного университета физической культуры, спорта, молодёжи и туризма.).

#### Các trường đại học tổng hợp
- Đại học quốc gia Irkutsk, (Иркутский государственный университет). Đại học được thành lập vào năm 1918. Bao gồm 4 cơ sở đào tạo và 9 khoa trực thuộc, một trường kinh doanh quốc tế với hai khoa, 2 chi nhánh. Các hoạt động khoa học của trường đại học được đại diện bởi ba viện nghiên cứu, cũng như một đài quan sát thiên văn và vườn thực vật. Trường đại học đã mở 5 bảo tàng. Tổng số có hơn 800 giảng viên, đào tạo 18.000 sinh viên.
- Đại học nghiên cứu tổng hợp kỹ thuật quốc gia Irkutsk, (Иркутский национальный исследовательский технический университет). Được thành lập vào năm 1930 và cho đến nay đã trở thành một trường đại học lớn của khu vực cũng như toàn Liên bang Nga. Hiện nay trường là một trường đại học nghiên cứu trên nhiều lĩnh vực khác nhau, đào tạo trên 35.000 sinh viên với gần 90 chuyên ngành. Đội ngũ giảng dạy của trường gồm 165 tiến sĩ khoa học (Доктор), 562 tiến sĩ chuyên ngành (кандидат наук), tổng số cán bộ nhà trường hơn 3000 người (năm 2006). Từ một trường đại học chuyên về khai khoáng, trường đã phát triển nhanh chóng về quy mô với 10 trường đại học thành viên, nhiều khoa đào tạo và hỗ trợ đào tạo, nhiều viện nghiên cứu và các chi nhánh, viện bào tàng và các trung tâm thực hành. Trường có mối quan hệ quốc tế đa dạng, nhiều sinh viên và nghiên cứu sinh đến từ nhiều quốc gia đang theo học.
- Đại học Y khoa quốc gia Irkutsk, (Иркутский государственный медицинский университет). Được thành lập vào năm 1919, bao gồm 8 khoa với đội ngũ cán bộ gồm 100 tiến sĩ khoa học, 350 tiến sĩ chuyên ngành, đào tạo hơn 4000 sinh viên.
- Đại học ngoại ngữ quốc gia Irkutsk, (Иркутский государственный лингвистический университет). Được thành lập vào năm 1948, bao gồm hai cơ sở đào tạo và 6 khoa trực thuộc, 12 trường học. Có hơn 10 ngôn ngữ nước ngoài, đào tạo hơn 4000 sinh viên.
- Đại học quốc gia kinh tế và luật Baikal, (Байкальский государственный университет экономики и права). Được thành lập năm 1930 gồm 1 trường thành viên, 12 khoa trực thuộc và 4 chi nhánh.
- Đại học quốc gia giao thông đường sắt Irkutsk, (Иркутский государственный университет путей сообщения). Được thành lập 1932 như một trường đại học kĩ sư giao thông khu vực Đông Siberia. Năm 1934 trường thành lập chi nhánh tại Novosibirsk. Hiện nay trường bao gồm 1 trường thành viên, 5 khoa đào tạo và 11 chi nhánh ở Đông Siberia và Ulan Bator thủ đô của Mông Cổ.

### Khoa học

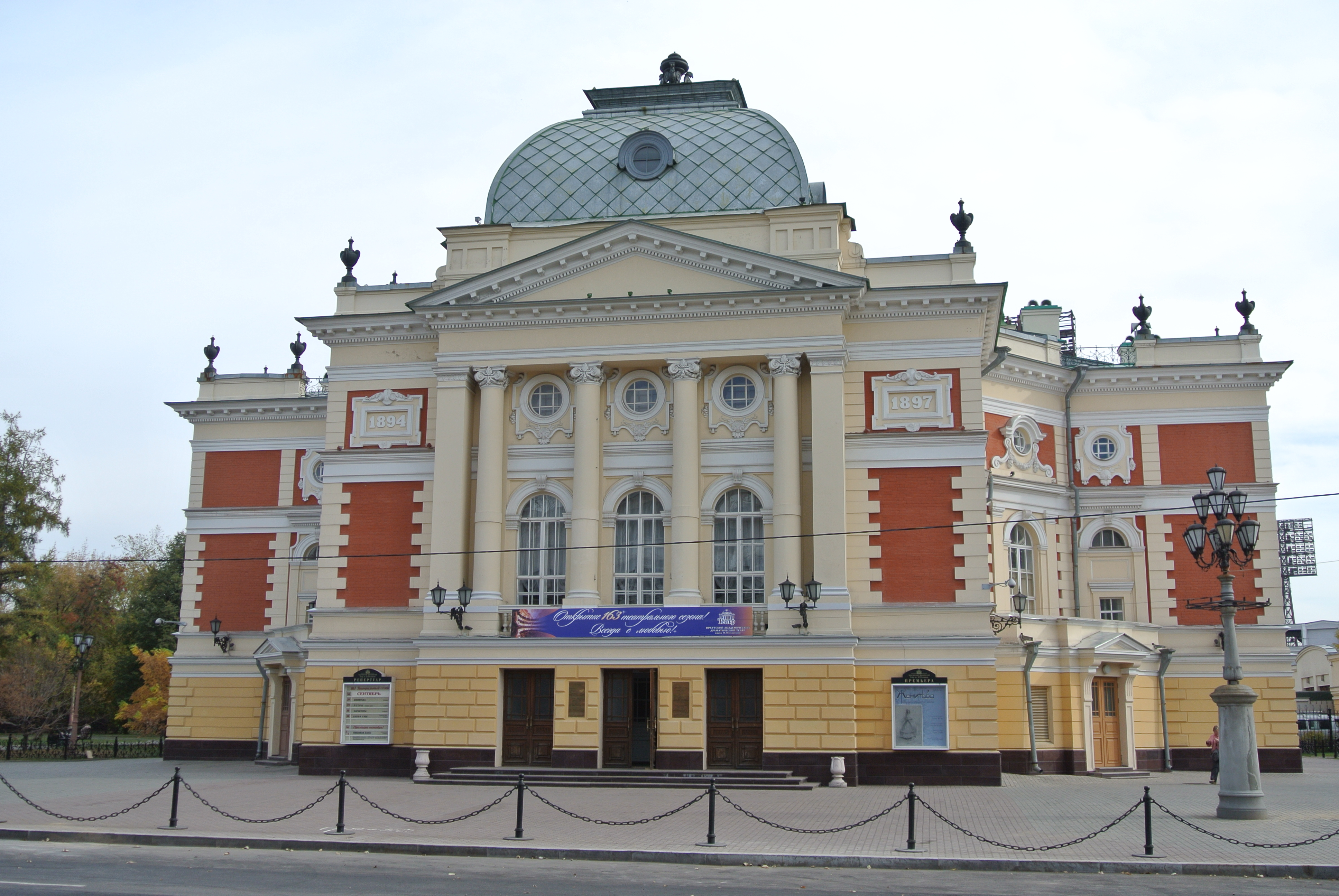
Nhà hát kịch học thuật Irkutsk

Hoạt động nghiên cứu khoa học được đặt nền móng từ năm 1851 bởi Tổ chức địa lý của Nga thuộc chi nhánh Siberia. Năm 1949 thành lập chi nhánh Đông Siberia của Viện Hàn lâm khoa học Liên Xô. Học thuật nghiên cứu ở thành phố Irkutsk bao gồm 9 trung tâm nghiên cứu của Viện Hàn lâm khoa học Nga và chi nhánh Đông Siberia tọa lạc tại quận Akademgorodok.
Trung tâm nghiên cứu khoa học của Viện Hàn lâm khoa học Nga tại Irkutsk lớn thứ hai ở Siberia với đội ngũ hơn 1000 người trong đó có 229 tiến sĩ khoa học và 654 tiến sĩ chuyên ngành. Bao gồm nhiều tổ chức nghiên cứu: địa lý, hóa học, địa hóa, năng lượng vật lý trái đất và vũ trụ, hệ thống năng lượng, vỏ Trái Đất, sinh lý thực vật và sinh hóa, hệ thống động học và lý thuyết điều khiển...

### Văn học
Irkutsk là quê hương của nhà văn Nga nổi tiếng Valentin Rasputin; nhiều tiểu thuyết và truyện ngắn của ông có địa điểm là thung lũng Angara. Bài tiểu luận về lịch sử văn hóa của Irkutsk (và một bài khác về hồ Baikal cận kề) được tập hợp trong hợp tuyển các tác phẩm không viễn tưởng của Rasputin Siberi, Siberi bằng tiếng Nga, đã được dịch sang tiếng Anh.

### Bảo tàng

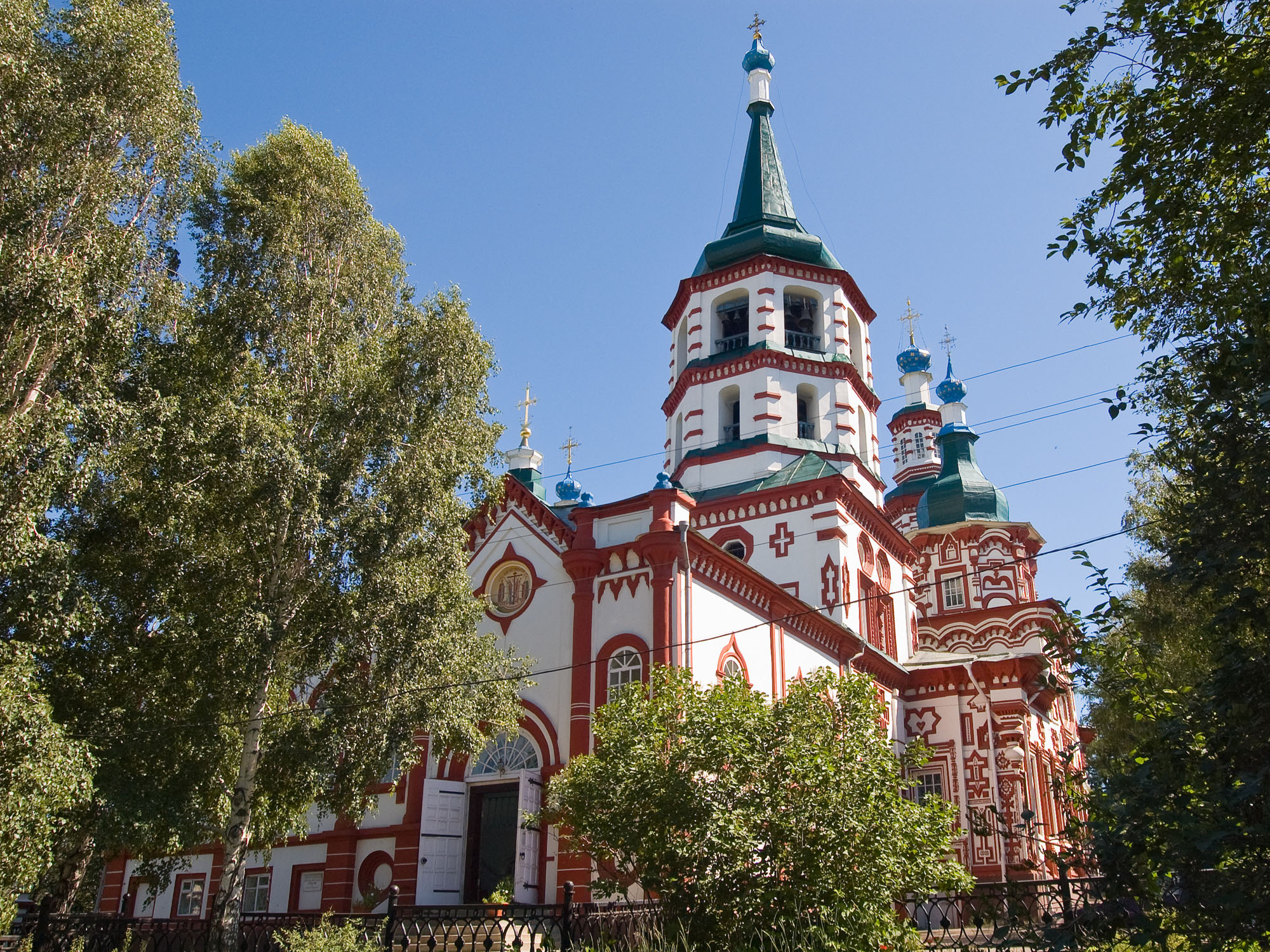
Nhà thờ Thánh giá (1747-60) là đỉnh cao của kiến trúc Siberian Baroque

Irkutsk là một điểm thu hút khách du lịch với nhiều bảo tàng và kiến trúc cũ. Bảo tàng Taltsy (tiếng Nga: Тальцы), nằm ở thung lũng Angara 47 km (29 dặm) về phía Nam của Irkutsk, là một bảo tàng ngoài trời về kiến trúc truyền thống Siberia. Vô số tòa nhà gỗ cũ từ các ngôi làng trong thung lũng Angara, vốn đã bị ngập lụt sau khi xây dựng đập Bratsk và đập Ust-Ilimsk, đã được chuyển đến bảo tàng này và lắp ráp lại ở đó. Một trong những trung tâm của bộ sưu tập là một trò giải trí một phần của tòa tháp (pháo đài) thế kỷ 17 của Ilimsk, bao gồm Tháp Spasskaya ban đầu và Nhà thờ Đức Mẹ Kazan được vận chuyển từ khu ổ chuột bị ngập lụt vào giữa những năm 1970, mà một bản sao hiện đại chính xác của một tòa tháp khác của tòa tháp và bức tường phía nam của pháo đài đã được thêm vào đầu những năm 2000.
Vườn bách thảo của Đại học bang Irkutsk được gọi là "Vườn thực vật Irkutsk" là vườn bách thảo duy nhất như một bảo tàng sống ở tỉnh Irkutsk và vùng Baikal của Siberia. Chức năng của nó là "bảo vệ và làm phong phú hệ thực vật của khu vực hồ Baikal và thế giới cho người dân thông qua giáo dục công cộng, thu thập, nhân giống, nghiên cứu và bảo tồn thực vật". Khu vườn chủ yếu có vai trò giáo dục và khoa học cho Đại học bang Irkutsk và duy trì bộ sưu tập thực vật lớn nhất ở Đông Siberia (hơn 5000 loài thực vật). Khu vườn này chiếm 27 ha trong thành phố Irkutsk, 70 km (43 mi) về phía tây của hồ Baikal. Khu vườn được bảo vệ đặc biệt bởi chính quyền liên bang và được xem như một đài tưởng niệm thiên nhiên của Irkutsk.

### Rạp hát
Irkutsk cũng có một số nhà hát, bao gồm Nhà hát Kịch Okhlopkov, một trong những nhà hát lâu đời nhất của Nga.

## Kinh tế

### Năng lượng
Nhà máy thủy điện Irkutsk là trạm thủy điện đầu tiên trong khu vực Irkutsk. Công việc xây dựng đập ngăn nước khởi đầu vào năm 1950 và kết thúc năm 1958.

### Công nghiệp
Công ty công nghiệp quy mô lớn nổi tiếng nhất tại Irkutsk là Irkut. Irkut  (MCX: IRKT MCX: IRKT) là Hiệp hội Công nghiệp Hàng không Irkutsk, được thành lập năm 1932 tại khu vực Ngoại Baikal ở Liên Xô. Nó được biết đến như là nhà sản xuất của dòng máy bay đánh chặn/tấn công mặt đất Su-30. Chính phủ Nga đã sáp nhập Irkut với Ilyushin, Mikoyan, Sukhoi, Tupolev và Yakovlev thành một công ty mới có tên Tập đoàn Hiệp hội máy bay.
Có nhà máy luyện nhôm Irkutsk thuộc về Công ty Rusa.

## Giao thông

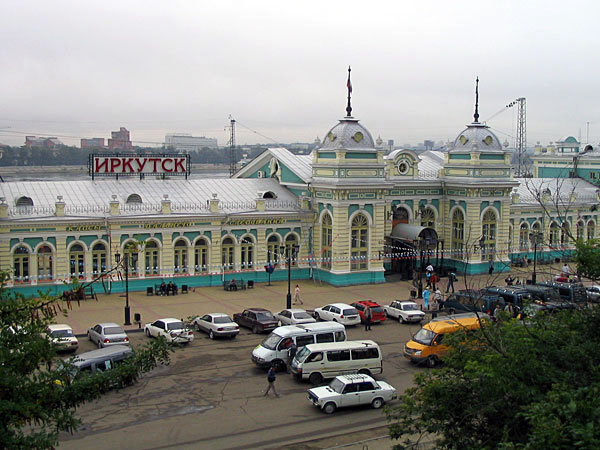
Ga xe lửa Irkutsk

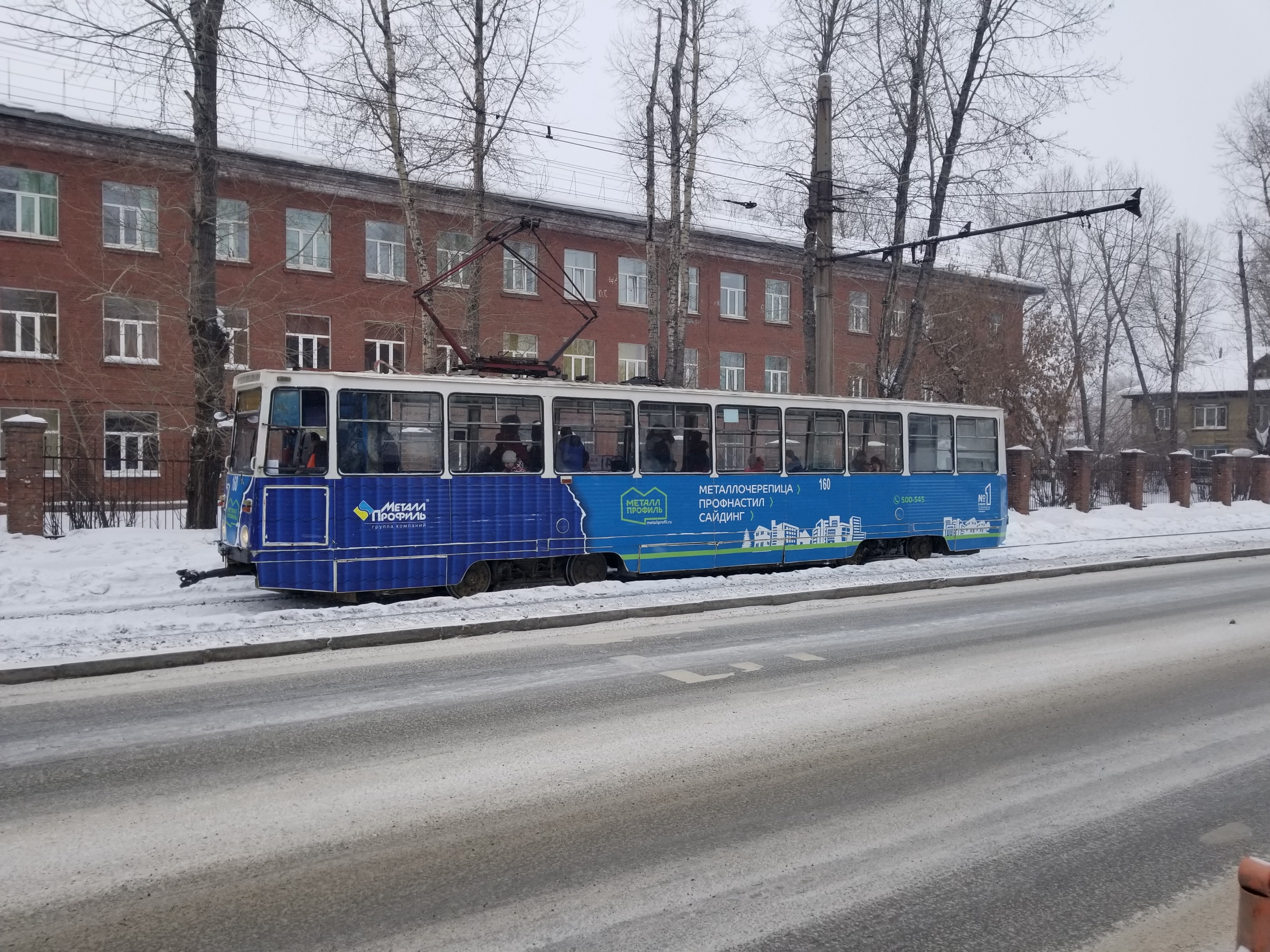
Xe điện mặt đất ở Irkutsk

Các tuyến đường bộ và đường sắt quan trọng như Đường cao tốc xuyên Siberia (Đường cao tốc M53 và M55 Liên bang) và Đường sắt xuyên Siberia kết nối Irkutsk đến các khu vực khác ở Nga và Mông Cổ. Irkutsk có hai sân bay là sân bay quốc tế Irkutsk và sân bay nhỏ hơn, sân bay Tây Bắc Irkutsk.
Đường liên bang và đường sắt từ Moskva và Vladivostok đi qua phía bên kia của sông Angara từ trung tâm Irkutsk.
Xe điện mặt đất là một phương thức vận chuyển công cộng chính ở Irkutsk. Các phương tiện khác là xe điện bánh hơi, xe buýt, taxi tuyến cố định (marshrutka) và xe đạp.
Irkutsk là điểm chung chuyển phổ biến cho du khách muốn tham quan hồ Baikal, nơi có thể tiếp cận bằng xe buýt hay taxi. Ngoài ra tại đây cũng có nhiều công ty tổ chức các tour du lịch tham quan hồ. Làng Listvyanka là khu định cư có vị trí gần Irkutsk nhất để tiếp cận hồ Baikal với khoảng cách chỉ 70 km, và cũng là nơi thu hút khách du lịch lớn nhất của hồ. 

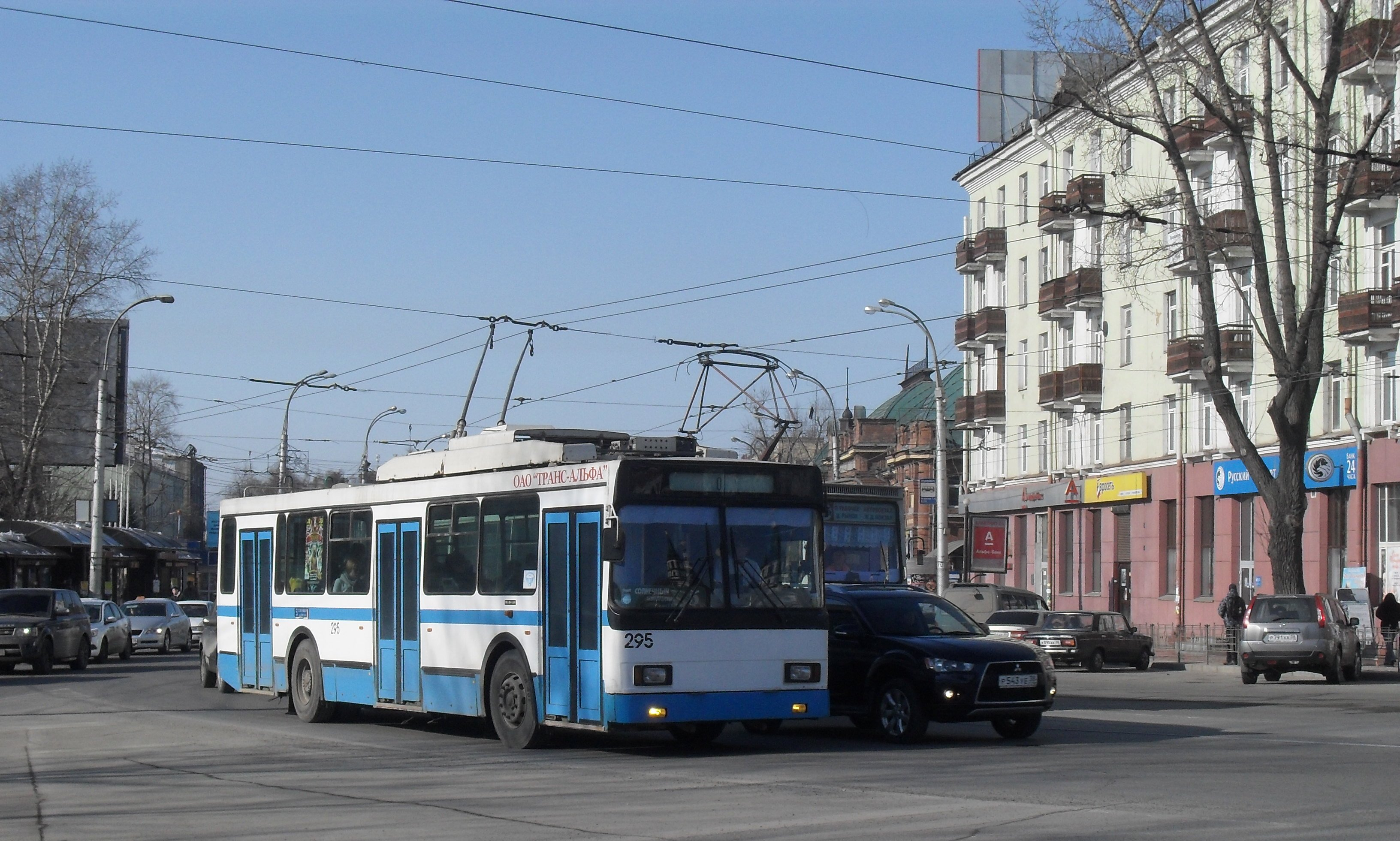
Xe điện bánh hơi
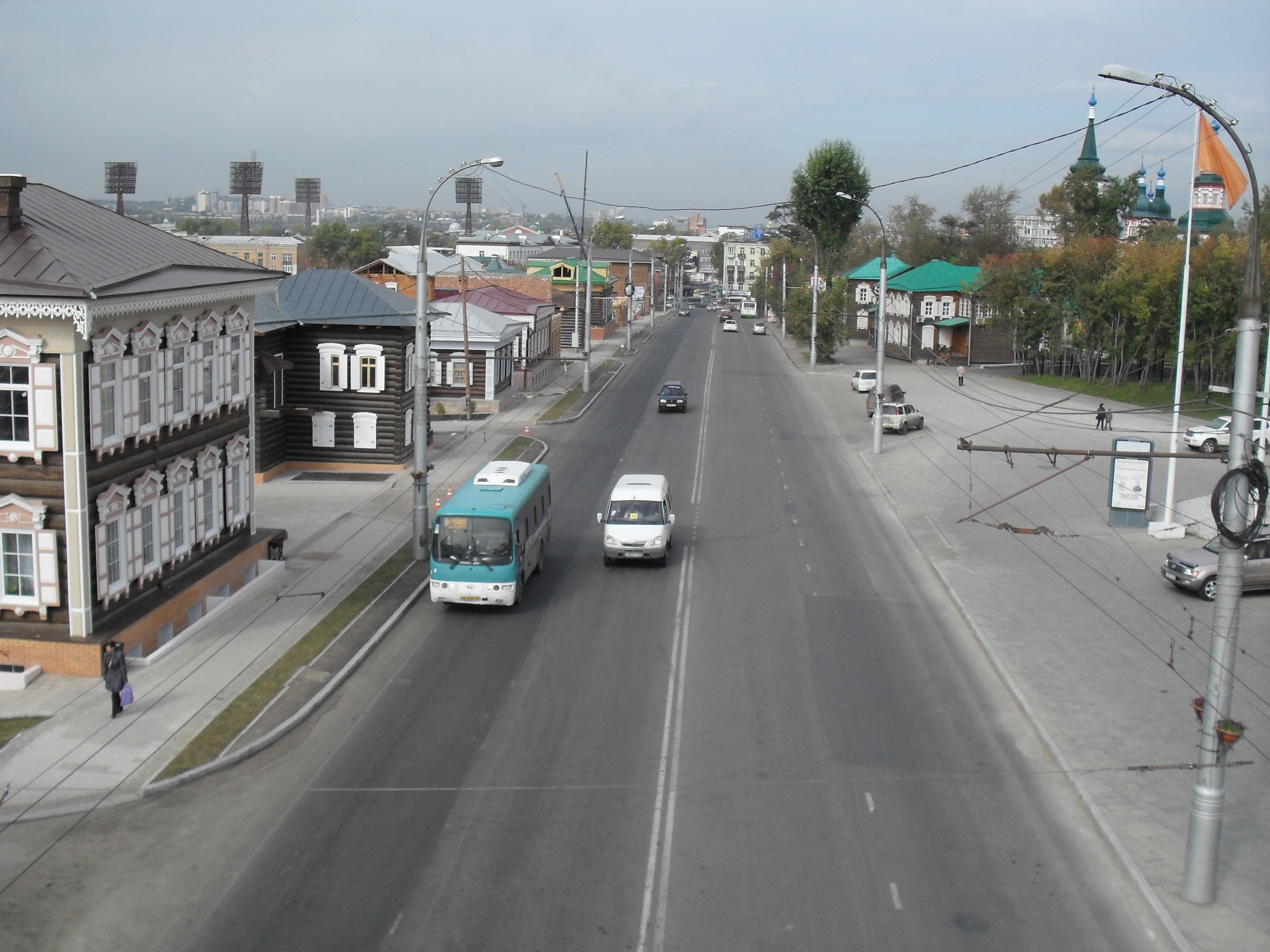
Xe buýt trên đường Sedov

## Sức khỏe
Mặc dù nằm ở vùng xa xôi, Irkutsk đã được báo cáo vào năm 2004 có tỷ lệ nhiễm HIV cao nhất ở Nga. Hàng chục ngàn người nghiện ma túy, chủ yếu là người dân tộc Nga ở độ tuổi từ giữa đến cuối giai đoạn thiếu niên bị nhiễm bệnh. Số trường hợp mắc bệnh AIDS được báo cáo đã tăng hơn 10.000% trong giai đoạn 1999-2000. Mặc dù dịch bệnh, bắt đầu từ năm 1999, được báo cáo là đã chậm lại, nhưng Irkutsk sẽ mất hàng chục ngàn dân số trong độ tuổi lao động từ năm 2010 trở đi. Đây là một trong những lý do tuổi thọ nam giới của Irkutsk, ở tuổi 53, là một trong những mức thấp nhất trong tất cả khu vực ở nước Nga. Các biện pháp phòng ngừa được đưa ra để ngăn chặn sự lây lan của dịch sang thế hệ được sinh ra sau khi Liên Xô tan rã.

## Thể thao

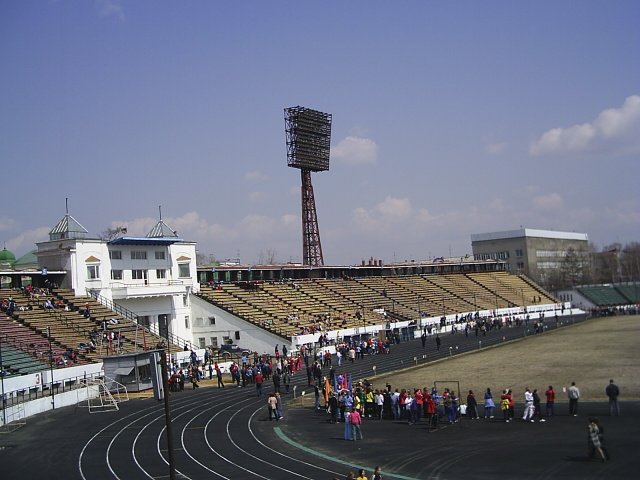
Sân vận động Trud sẽ được thay thế bởi một sân trượt băng tốc độ trong nhà và tốc độ

Nhờ có mùa đông băng giá, Bandy (một môn giống với khúc côn cầu trên băng) trở thành môn thể thao phổ biến của thành phố. Có một số câu lạc bộ, đáng chú ý nhất là Baykal-Energiya đang chơi ở giải Bandy Super League của Nga, có thể thu hút đến 30.000 khán giả. Đây cũng là trung tâm của giải bandy nữ ở Nga với câu lạc bộ Rekord, nơi cung cấp hầu hết các cầu thủ cho đội tuyển quốc gia. Ở giải vô địch quốc gia 2019, có đến bốn đội đến từ Irkutsk và chỉ có hai đội đến từ phần còn lại của đất nước.
Ở Irkutsk, có 384 cơ sở thể thao, trong đó 200 cơ sở thuộc quyền quản lí của thành phố. Trong số đó có 23 bể bơi, 14 cơ sở trượt tuyết, một cung thể thao, 154 sân tập, 165 phòng tập thể dục, một sân điền kinh, một đường đua, 7 sân vận động - Trud, Rekord, Dynamo, Zenit, Aviator, Lokomotiv-2, khu liên hợp thể thao của Irktusk và sân bóng đá chính - Lokomotiv có 3,000 chỗ ngồi.
Giải vô địch thế giới Bandy nữ 2012 đã được tổ chức tại Irkutsk và nhận được lời khen ngợi từ Liên đoàn Bandy quốc tế. Giải vô địch thế giới Bandy 2014 đã được tổ chức trong thành phố. Trận chung kết Bandy Super League 2016 của Nga đã được chơi tại sân vận động Rekord. Giải vô địch thế giới Bandy 2019 dự kiến cũng sẽ được tổ chức tại Irkutsk. Tuy nhiên, quyết định đã được xem xét lại. Sau đó, người ta đã nghĩ rằng Irkutsk có thể có quyền đăng cai giải đấu năm 2020, nếu FIB được đảm bảo rằng nhà thi đấu theo kế hoạch sẽ sẵn sàng để sử dụng kịp thời. Nó cũng sẽ bao gồm một sân trượt băng tốc độ trong nhà. Việc xây dựng của nó bắt đầu vào tháng 10 năm 2018 và dự kiến sẽ sẵn sàng để sử dụng vào tháng 3 năm 2020, đúng lúc Giải vô địch thế giới Bandy khởi tranh.

## Các thành phố kết nghĩa
- Ulan Bator, Mông Cổ
- Thẩm Dương, Trung Quốc
- Kanazawa, Nhật Bản
- Eugene, Oregon, Hoa Kỳ
- Novi Sad, Serbia
- Pforzheim, Đức
- Evian, Pháp
- Strömsund, Thụy Điển
- Pordenone, Italia
- Grenoble, Pháp
- Dijon, Pháp

## Các hình ảnh về Irkutsk

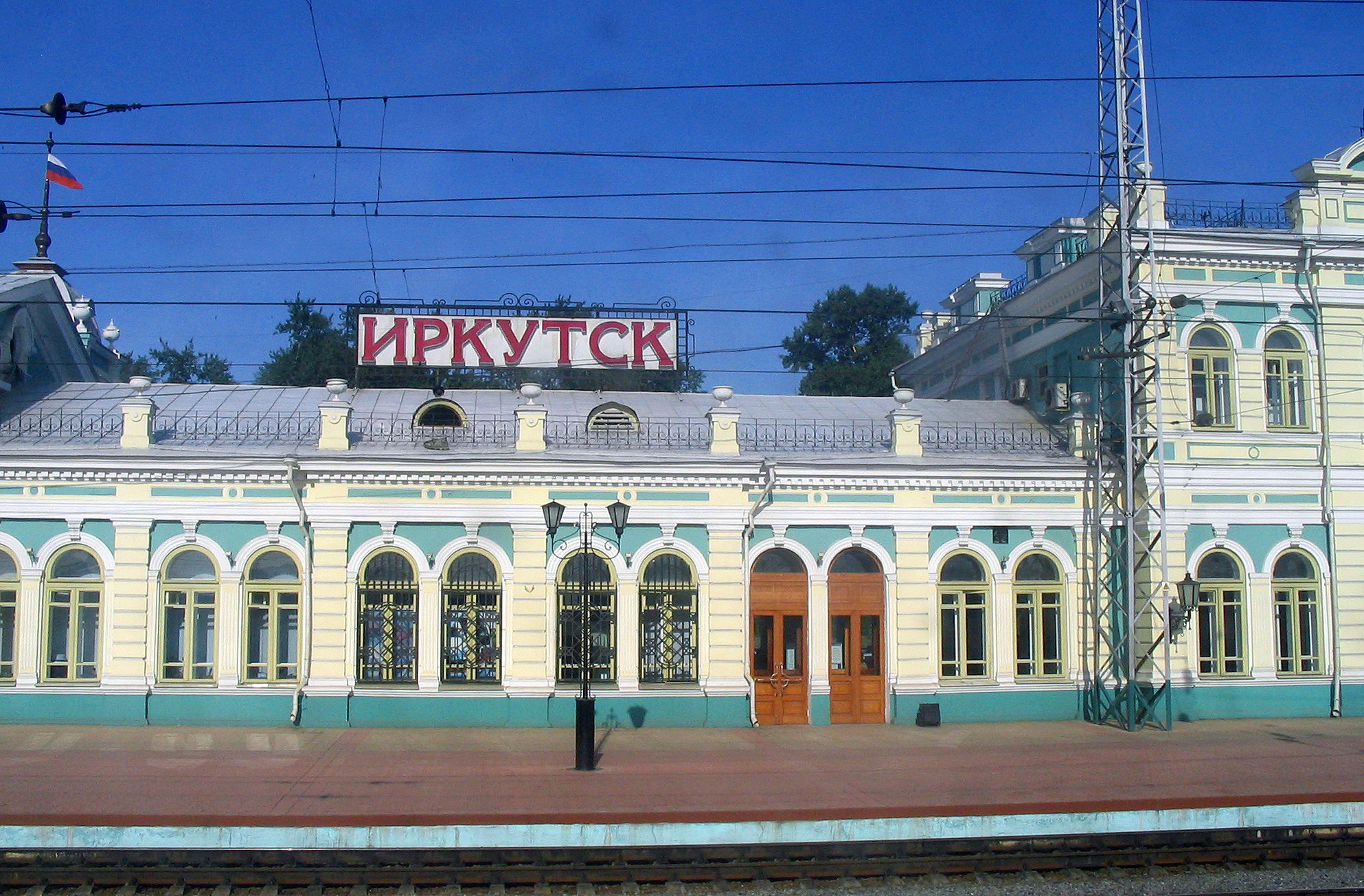
Nhà ga Irkutsk trên tuyến đường sắt xuyên Siberi
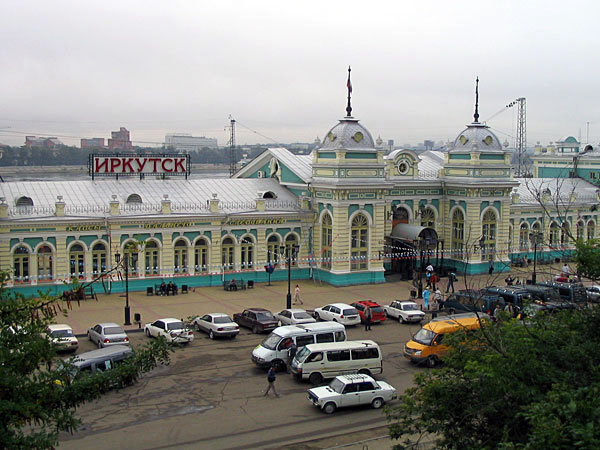
Nhà ga Irkutsk
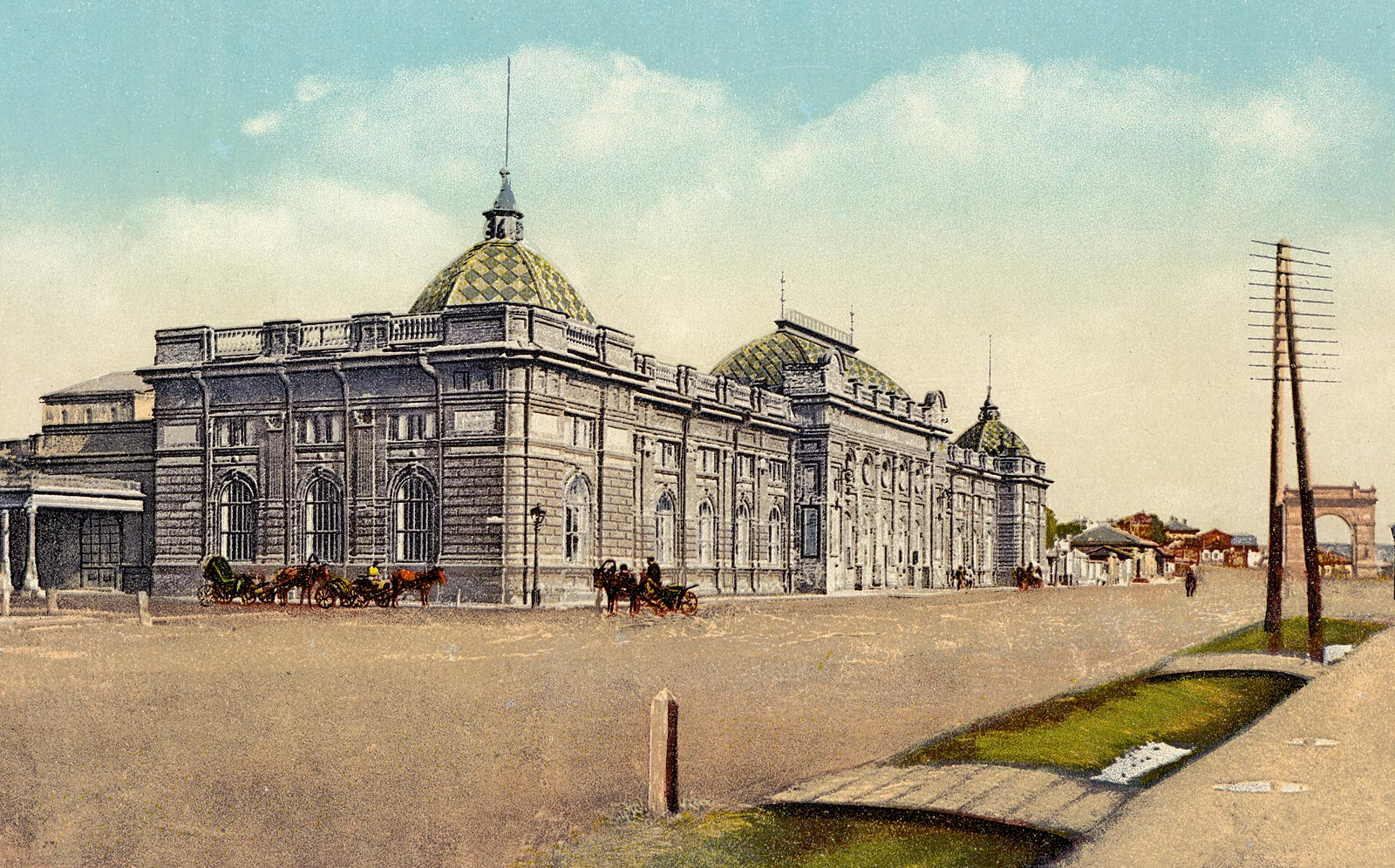
Nhà ga Irkutsk đầu thập niên 1900
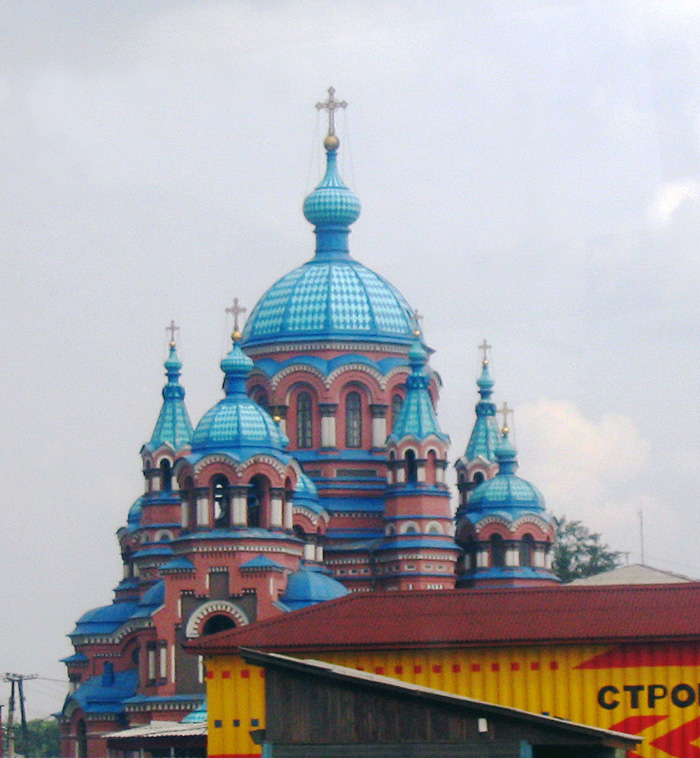
Nhà thờ Kazansky tại Irkutsk
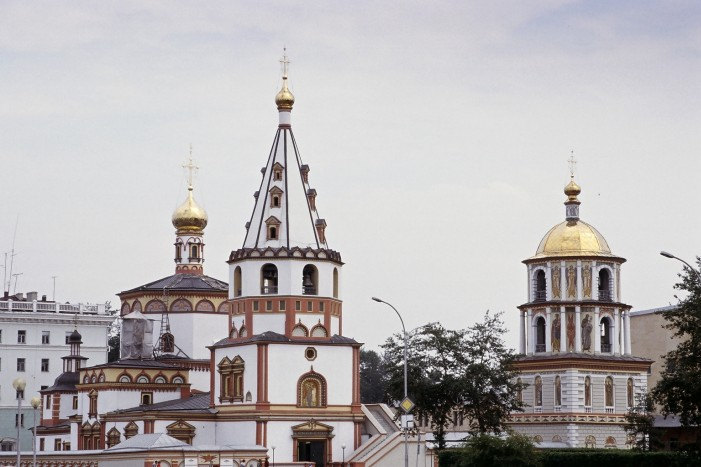
Nhà thờ Chính thống giáo Nga Epiphany Minster (xây 1718-1746)